# Pluwiger Hammer
Der Wohnplatz Pluwiger Hammer bei Pluwig im Landkreis Trier-Saarburg (Rheinland-Pfalz) ging aus einer Eisenschmelze und einem Hammerwerk mit Mahl- und Sägemühle hervor. Die Einrichtung aus dem frühen 19. Jahrhundert beinhaltete auch ein Grabensystem, Wohnhaus, Backhaus und Werkgebäude, einen südlich anschließenden Garten und das oberhalb des Mühlgrabens gelegene Ackerland. Die erhaltenen Gebäude des Komplexes und ihre Anordnung zum funktionierenden Grabensystem vermitteln die Produktionsweise und das noch barocke Anlagenschema. Die Anlage ist als Denkmalzone ausgewiesen.
Zum Ortsteil Pluwiger Hammer gehören auch die links und rechts der Ruwer gelegenen Straßen und Gebäude, die teilweise zu Pluwig und teilweise zu Schöndorf gehören, darunter der ehemalige Bahnhof Pluwig mit der ehemaligen Hochwaldbahnstation Pluwigerhammer, an der heute der Ruwer-Hochwald-Radweg verläuft.

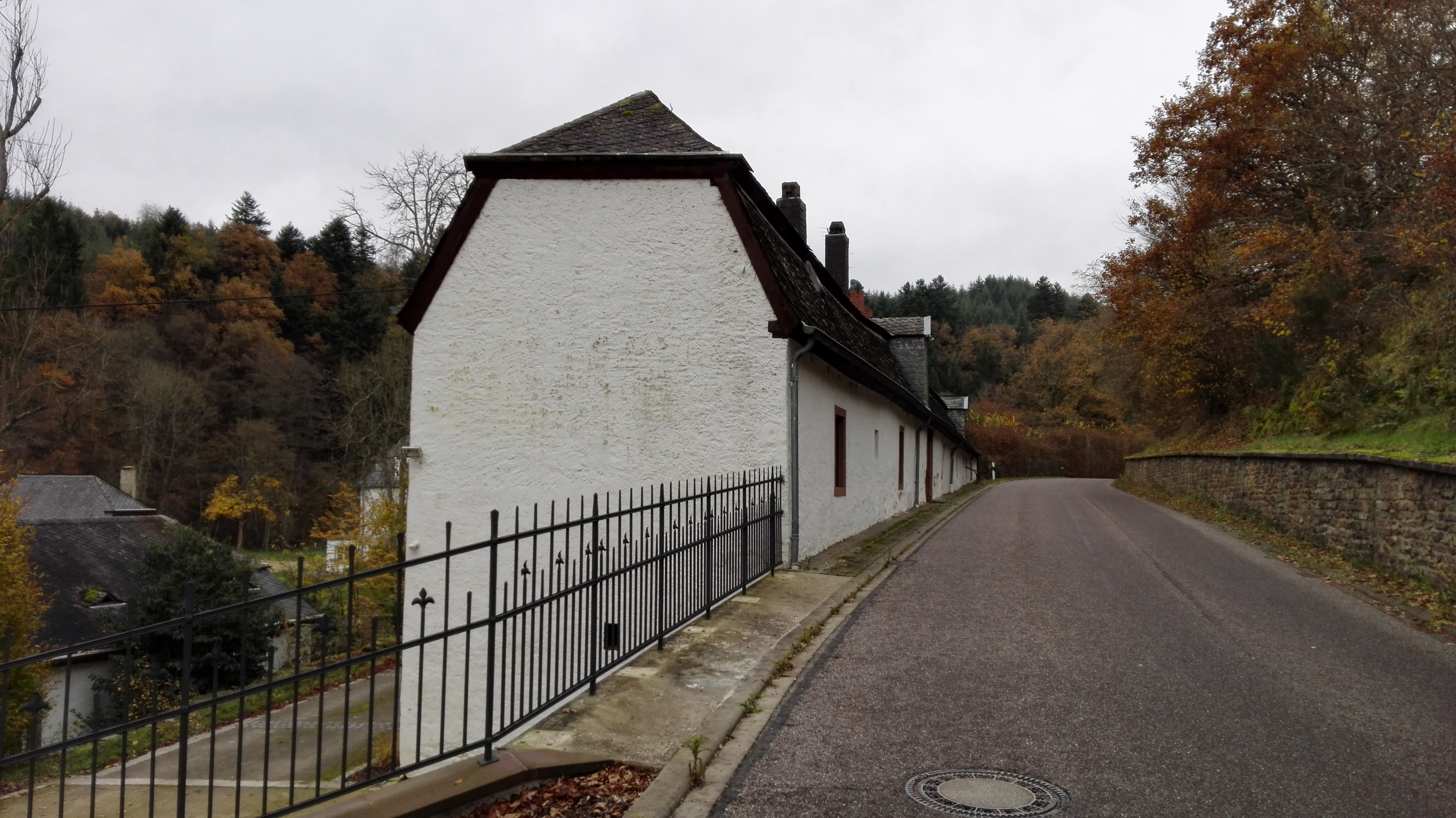
Altes Wohn- und Wirtschaftsgebäude des Pluwiger Hammers
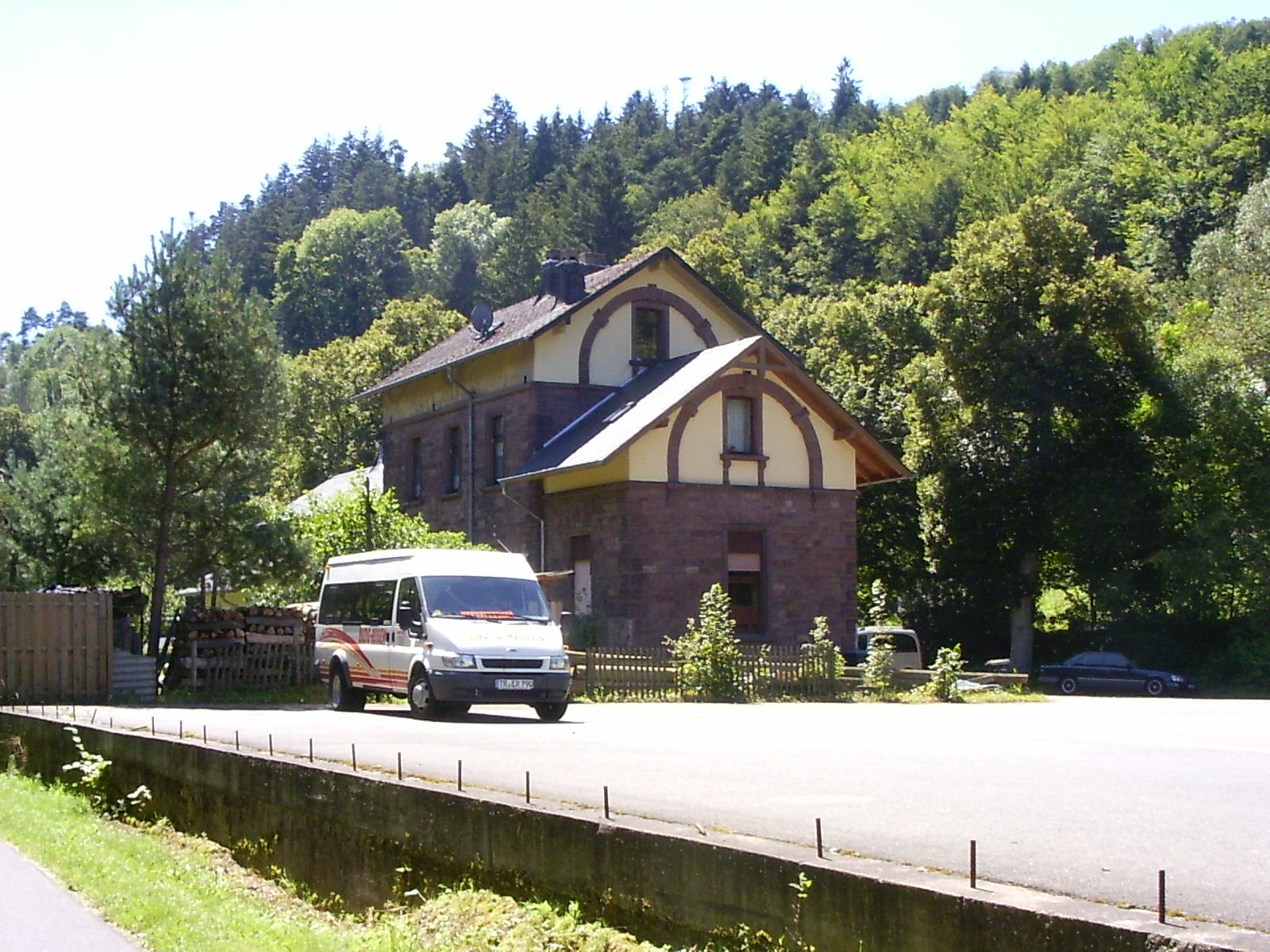
Ehem. Bahnhof Pluwigerhammer